# Подосе (Підляське воєводство)
Подосе (пол. Podosie) — село в Польщі, у гміні Мястково Ломжинського повіту Підляського воєводства.
Населення — 110 осіб (2011).
У 1975-1998 роках село належало до Ломжинського воєводства.

## Демографія
Демографічна структура станом на 31 березня 2011 року:
|          | Загалом | Допрацездатний вік | Працездатний вік | Постпрацездатний вік |
| -------- | ------- | ------------------ | ---------------- | -------------------- |
| Чоловіки | 59      | 12                 | 44               | 3                    |
| Жінки    | 51      | 12                 | 28               | 11                   |
| Разом    | 110     | 24                 | 72               | 14                   |